# Chéri, fais-moi peur
Pour les articles homonymes, voir Chéri, fais moi peur (homonymie).
Pour plus de détails, voir Fiche technique et Distribution.
Chéri, fais-moi peur est un film français de Jack Pinoteau, sorti en 1958.

## Synopsis
Les mésaventures de Jérôme Lenoir, jeune auteur célèbre, qui grâce à son prix littéraire d'un million, va passer quelques jours de vacances aux sports d'hiver. Vacances mouvementées qui le mettront aux prises de deux bandes d'espions, l'une américaine et l'autre soviétique. Deux femmes se disputeront ses faveurs : l'ardente Dolorès et la jeune Marion, souris d'hôtel. Cette dernière l'emportera.

## Fiche technique
- Titre : Chéri, fais-moi peur
- Réalisation : Jack Pinoteau, assisté de : 1) Marc Maurette et de : 2) Jean Becker
- Scénario et adaptation : Jean Aurel, Jack Pinoteau, Jacques Vilfrid, Jean Girault
- Dialogues : Jacques Vilfrid, Jean Girault
- Directeur de la photographie : André Bac
- Opérateur : Raymond Letouzey, assisté de : 1) Jean Castagnier et de : 2) Valéry Iwanow
- Décors : Roger Briaucourt, assisté de Jacques Mély et Gilbert Margerie
- Costumes :
  - Robes de Paulette Coquatrix, Marcelle Desvignes, Jacques Esterel et Stevens
  - Vêtements de ski : Henry Ours
- Affichiste : Hélène Le Breton
- Maquillages : Louis Bonnemaison
- Montage : Georges Arnstam, assisté de Jean-Michel Gautier
- Ingénieur du son : Norbert Gernolle, assisté de Lucien Moreau (perchman) et Daniel Héron
- Musique : Paul Misraki, (éditions : Impéria)
  - Orchestre sous la direction de Jacques Météhen
- Photographe de plateau : Gaston Thonnart
- Script-girl : Charlotte Lefèvre
- Régisseur général : Philippe Modave
- Régisseur d'extérieurs : Guy Maugin
- Administratrice de production : Pauline Montel
- Producteurs : Roland Girard et Adry de Carbuccia
- Directeur de production : René G. Vuattoux
- Secrétaire de production : Janine Solomons
- Société de production : Les Films du Cyclope
- Distribution : Pathé Consortium Cinéma
- Tirage : Laboratoire G.T.C de Joinville
- Tournage dans les studios Photosonor de Courbevoie du 9 janvier au 6 mars 1958
- Pays :  France
- Format :  Noir et blanc - 1,33:1 - 35 mm - Son mono (Western Electric)
- Genre : Comédie burlesque
- Durée : 78 minutes
- Date de sortie : 
  - France : 7 mai 1958
- Visa d'exploitation : 20554 délivré le 7 mai 1958
- Entrées France : 1.645.625 spectateurs

## Distribution
- Darry Cowl : Jérôme Lenoir, le jeune prix littéraire
- Sophie Daumier : Marion, la « souris d'hôtel »
- Tilda Thamar : Dolorès, l'excentrique volcanique
- Pierre Mondy : Le commissaire Morel
- Jacqueline Maillan : Natacha Dobrouvno, l'espionne soviétique
- Jess Hahn : Chriscraft, l'espion américain
- Jacques Dufilho : Émile, le garçon d'étage de l'hôtel Alaska
- Roger Carel : Joseph Kramer alias le docteur Kougloff, l'espion soviétique
- Jean Ozenne : Le directeur de l'hôtel Alaska
- Gabrielle Fontan : La présidente du jury littéraire
- Claude Darget : Lui-même
- Arlette Lederer : Barbara, l'espionne américaine
- Raphaël Patorni : Le présentateur du journal télévisé
- Bernard Woringer : Harry, l'homme de main de Chris
- Roger Pelletier : Boris, l'espion soviétique
- Éric Le Hung : L'agent chinois X-26
- Jacques Préboist : Le barman de l'hôtel Alaska / Un client de l'hôtel Alaska
- Pierre Durou : Un client de l'hôtel Alaska
- Simone Jarnac Une jurée du prix littéraire
- Le trio Codréanos : Les trapézistes
- Henri Janser : Le skieur radio police
- Nicole Desailly : Une cliente de l'hôtel Alaska
- Claude Salez : Un client de l'hôtel Alaska